# Џејмс Бондстил
Џејмс Л. Бондстил (енгл. James Leroy Bondsteel; Џексон, 18. јул 1947 — Хјустон, 9. април 1987) је био војник Оружаних снага САД који је служио за време Вијетнамског рата где је зарадио Орден части.
Преминуо је у саобраћајној несрећи на Аљасци где је живео са супругом и двоје кћери.
База Бондстил на Косову и Метохији је названа у његову част.